# Springfield-Model-1855-Pistolen-Karabiner

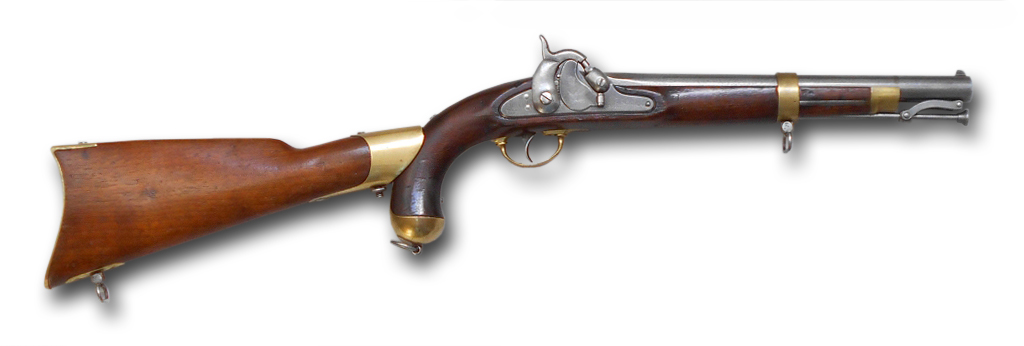
Springfield 1855 Pistol-Carbine

Der Springfield-Model-1855-Pistolen-Karabiner ist eine von der Springfield Armory (Massachusetts) entwickelte und von 1855 bis 1857 hergestellte Perkussionspistole mit abnehmbaren Kolben. Vorgesehen war, damit die US-Cavalry und Dragoon-Regimenter zu bewaffnen.

## Entwicklung, Technik
Die Waffe basierte auf dem Springfield Model 1855 U.S. Percussion Rifle-Musket, von welchem 1857 bis 1861 in der Springfield Amory 47.115 und in der Harpers Ferry Armory 12.158 Exemplare hergestellt worden sind. Wie diese Langwaffe hat sie einen gezogenen Lauf im Kaliber .58 und verschoss das von Claude-Étienne Minié entwickelte Minié-Geschoss.
Die Länge des Pistolen-Karabiners beträgt 72 cm, Länge der Pistole 45 cm, Länge des Laufes 30,5 cm. Insgesamt wiegt die Waffe 2,1 kg, die Pistole 1,5 kg. Die gezeigte Waffe hat ein Klappvisier, Schussweite 50 und 100 Yards. Der Lade- respektive Putzstock ist mit einem Gelenk am vorderen Laufende gegen Verlust verbunden, was sinnvoll ist bei einer Kavalleriewaffe.
Die Waffe wurde durch ein Perkussionsschloss gezündet, sie konnte durch ein auf den Piston, aufgesetztes Anzündhütchen, aber auch durch das Maynard-Zündsystem erfolgen, bei dem die Zündladungen auf einem Papierstreifen angebracht waren, der beim Spannen des Hahns um eine Zündladung weiter vorgeschoben wurde.
Ein Nachteil des Maynard-Systems war seine Wetterabhängigkeit, bei Regen konnte es zu Fehlzündungen kommen, zudem war die Positionierung der Zündladung nicht immer präzise genug.

## Einsatz der Waffe
Insgesamt wurden 4.021 dieser Pistolen-Karabiner hergestellt, der größte Teil in der Springfield Armory, einige wenige in der Harpers Ferry Armory. Der Grund für die Entwicklung dieser kombinierten Waffe war folgender: Aufgesessen sollte die Waffe als Pistole, zu Fuß als Karabiner eingesetzt werden. Anfangs wurden die 1855 Pistolen-Karabiner von US-Kavallerie und Dragonertruppen im Einsatz an der Westgrenze gegen Indianer eingesetzt, zu Beginn des Sezessionskrieges wurden damit Volontär-Kavallerieregimenter bewaffnet. Unklar ist, ob die Waffe später nicht durch Revolver abgelöst wurde, da die einschüssige Waffe nicht befriedigte.
Interessant ist die Reaktion der Firma Colt. Samuel Colt begann ab 1855, etwas über tausend Kolben für seine ab 1855 hergestellten sechsschüssigen Third Model Colt Dragoon Revolver im Kaliber .44 (Seriennummer ca. 13.000 – 16.000) herzustellen.

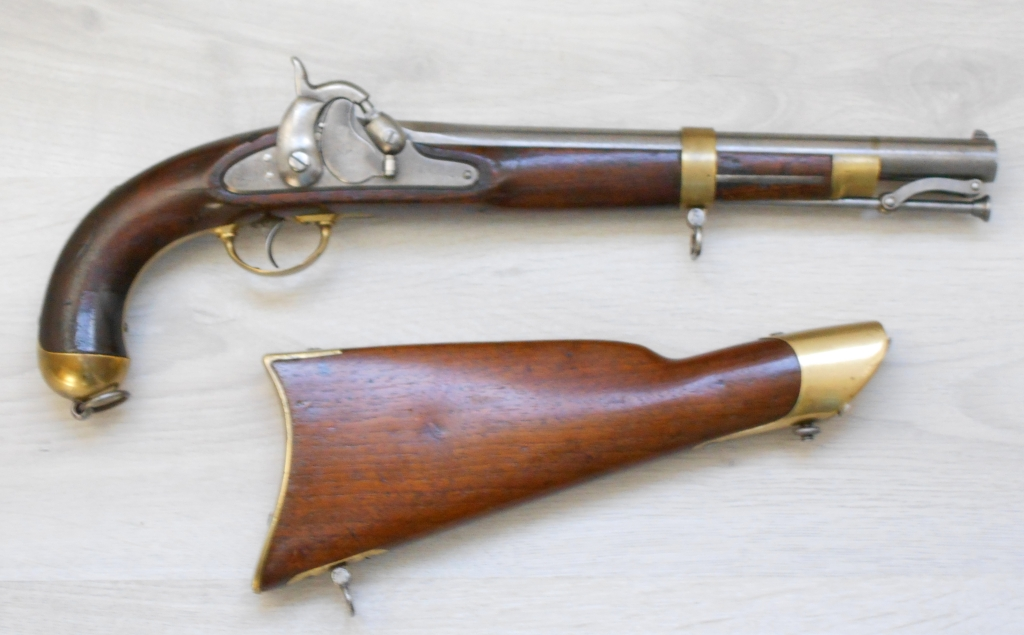
Springfield 1855 Pistole
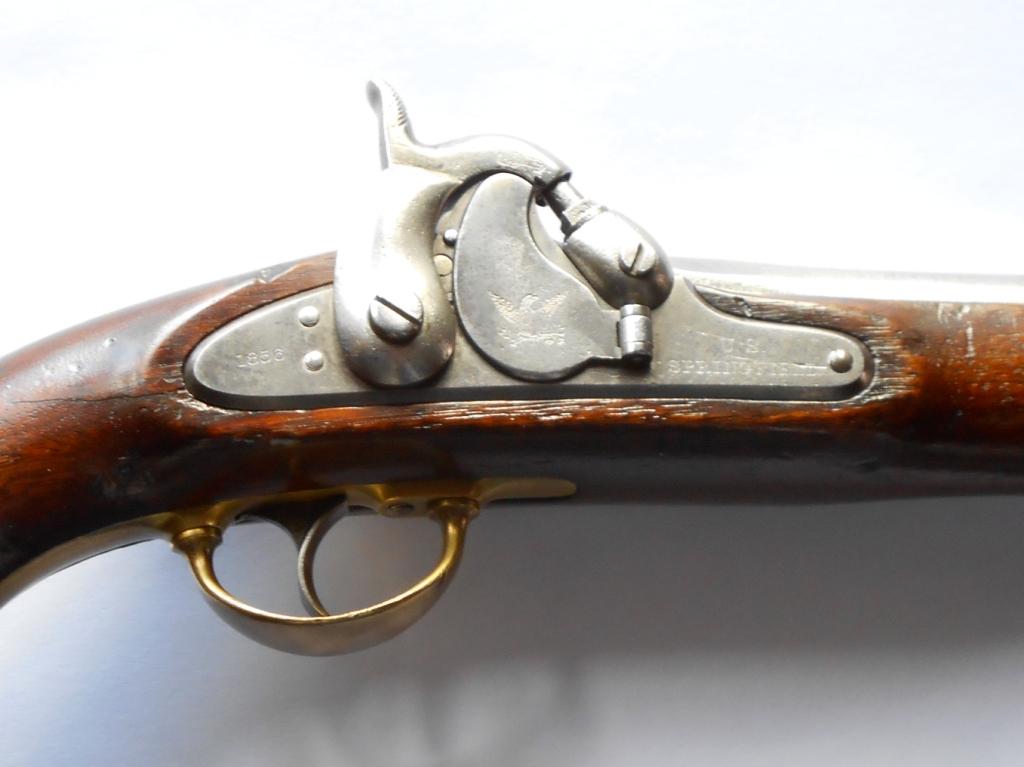
Springfield 1855 Maynard-Lock
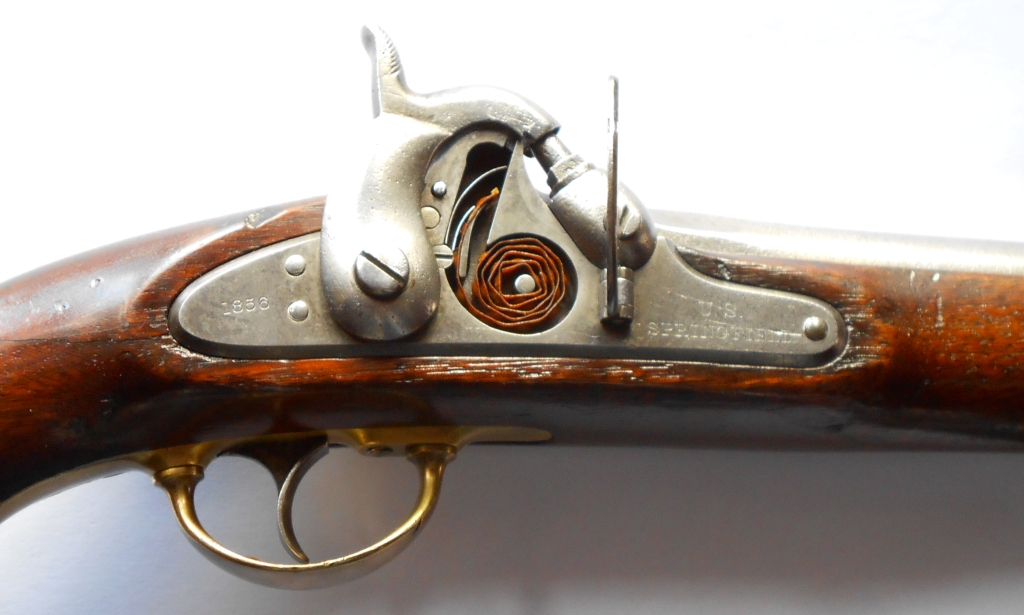
Maynard-Lock geöffnet
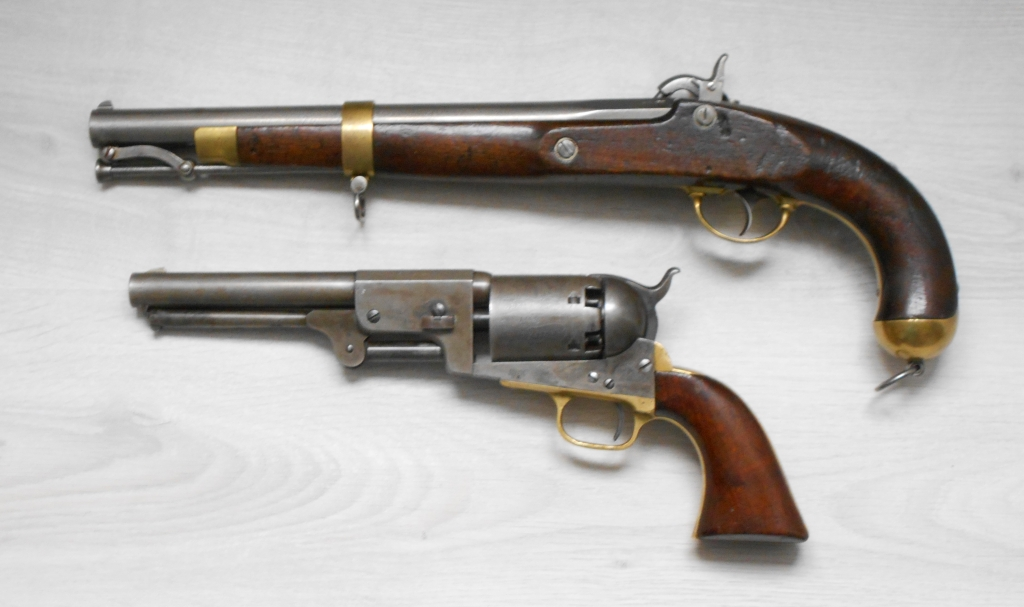
Springfield 1855 Pistol, Colt Dragoon Vergleich
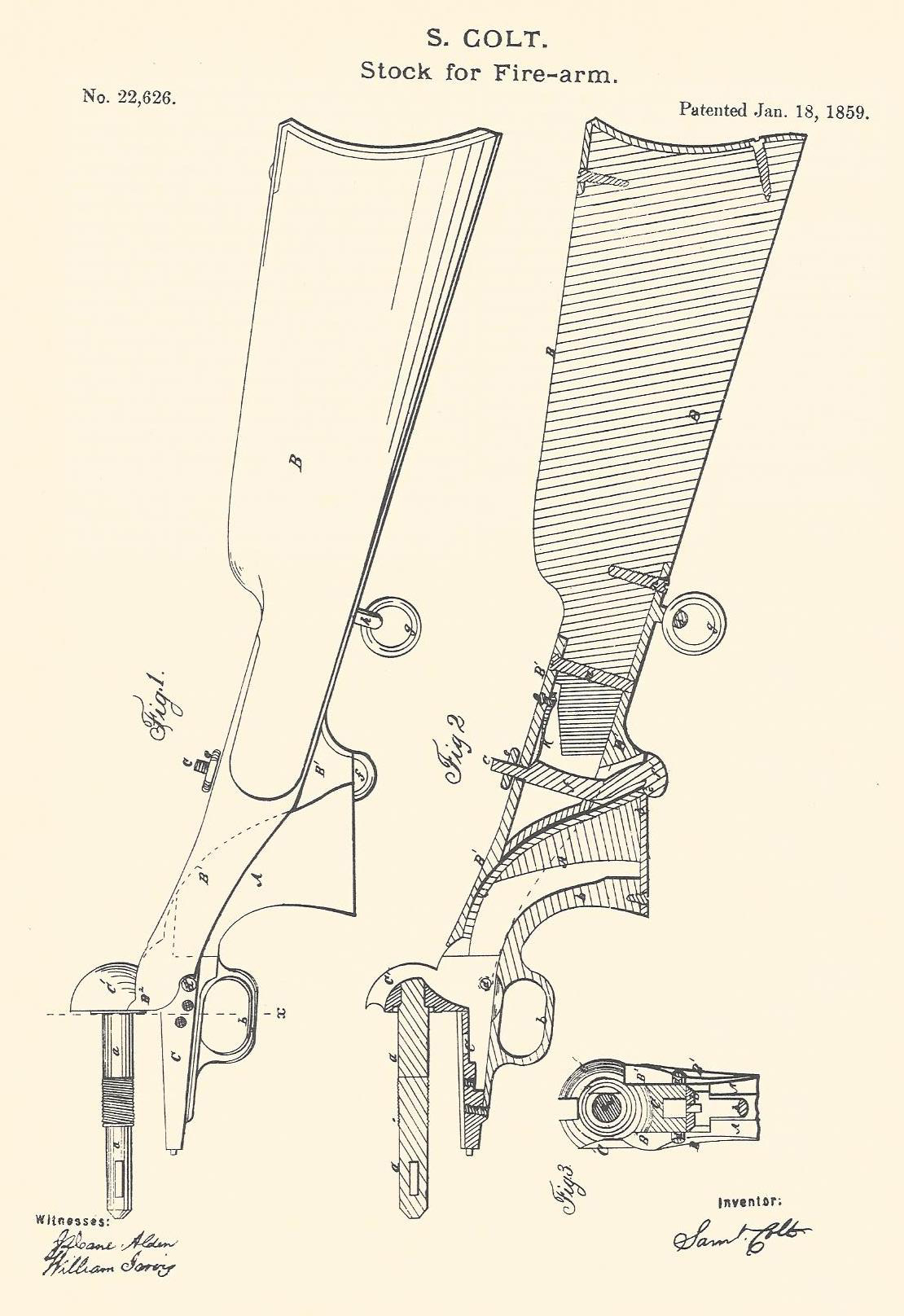
Anschlagschaft für Colt-Revolver
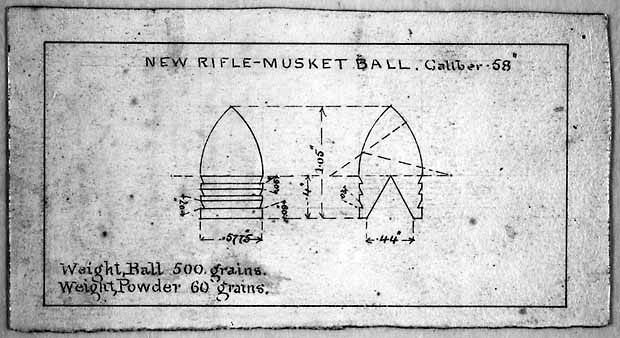
1855-Minié-Geschoss